# Elvis Perkins
Elvis Brooke Perkins (Nueva York, 9 de febrero de 1976) es un cantautor y guitarrista de folk pop indie. Su estilo musical ha sido comparado con el de cantautores clásicos como Bob Dylan, Leonard Cohen, Van Morrison y Nick Drake, y con otros más cercanos en el tiempo como Jeff Buckley, Elliott Smith, Micah P. Hinson y Eef Barzelay, líder de Clem Snide. El nombre de su banda de acompañamiento es «Elvis Perkins in Dearland» y está compuesta por los multinstrumentistas Brigham Brough (contrabajo, saxofón y voz), Wyndham Boylan-Garnett (órgano, harmonium, trombón, guitarra y voz) y Nick Kinsey (percusión, clarinete, armónica y voz).

## Orígenes familiares
La vida privada y los orígenes familiares del artista son mencionados frecuentemente al referirse a él, ya que es hijo del actor Anthony Perkins, fallecido a consecuencia del sida cuando Elvis contaba con 16 años, y de la fotógrafa de moda Berry Berenson, que murió en el vuelo 11 de American Airlines durante los atentados del 11-S. Su tía materna es la modelo y actriz Marisa Berenson y su bisabuela también por parte materna fue la influyente diseñadora de moda italiana Elsa Schiaparelli, conocida por sus diseños surrealistas y por colaborar con artistas como Salvador Dalí o Jean Genet. Otros de sus ascendentes célebres fueron el astrónomo Giovanni Schiaparelli y el historiador de arte Bernard Berenson. El hermano de Elvis es el actor Oz Perkins.

## Biografía
Elvis Perkins pasó su infancia y adolescencia entre Nueva York y Los Ángeles y desarrolló una temprana afición por la música que le llevó a aprender a tocar el saxofón siendo un niño. Ya en la adolescencia recibió clases de guitarra del bajista de The Knack Prescott Niles y participó en varios grupos de rock. En esa época descubrió la música de Simon & Garfunkel, lo que hizo que se interesarse por la guitarra clásica y por la combinación entre música y poesía, comenzando a escribir poemas que integraría gradualmente en sus canciones.
Durante su paso por la universidad empezó a componer y grabar en maquetas caseras las primeras canciones que incorporaría en su álbum de debut, Ash Wednesday (XL Recordings, 2007). El disco se grabó en 2006 en los estudios Burbank en Los Ángeles junto a una banda formada por varios de sus amigos bautizada como «Elvis Perkins in Dearland» Las canciones del disco se ordenaron cronológicamente, desde la canción más antigua -While You Were Sleeping- hasta la más reciente -Good Friday-, estando la primera mitad de ellas compuestas antes del 11-S. y el resto tras esa fecha. En el álbum, Perkins transformaría sus circunstancias personales en letras melancólicas y esperanzadas con tintes surrealistas, empleando como recurso frecuente las alusiones a los sueños y al vuelo.
Ash Wednesday recibió una buena acogida por parte de la crítica musical y los dos discos sencillos extraídos del álbum fueron While You Were Sleeping y All the Night Without Love, cuya canción titular fue regrabada con el productor Chris Shaw, conocido por sus trabajos para Bob Dylan y Public Enemy. Tras la publicación de su debut, Perkins y su banda han actuado en directo con grupos como Clap Your Hands Say Yeah, My Morning Jacket o Pernice Brothers entre otros. Asimismo su tema Moon Woman II ha sido incluido en la banda sonora de Fast Food Nation y While You Were Sleeping fue utilizada en un episodio de la  cuarta temporada de la serie The O.C.
Por su parte, su banda Dearland también ha acompañado como sección de viento en directo a los mencionados Clap Your hands Say Yeah y My Morning Jacket bajo el nombre de «Dearland Horns». En esta faceta, Wyndham Boyland-Garnett se ocupa del trombón, Brigham Brough del saxofón y Nick Kinsey del clarinete.

## Discografía

### Álbumes
- Ash Wednesday (20 de febrero de 2007)
- Elvis Perkins in Dearland (10 de marzo de 2009)
- I Aubade (25 de febrero de 2015)

### Sencillos
- While You Were Sleeping (16 de julio de 2007)
- All the Night Without Love (20 de noviembre de 2007)

## Multimedia
- While You Were Sleeping en el programa de David Letterman
- All the Night Without Love